# A Daughter of Romany
A Daughter of Romany è un cortometraggio muto del 1913 diretto da Charles Brabin.

## Trama
Un aristocratico abbandona la moglie, una zingara sposata segretamente. Anni dopo, sua figlia sposa uno zingaro.

## Produzione
Il film fu prodotto dalla Edison Company.

## Distribuzione
Distribuito dalla General Film Company, il film - un cortometraggio in una bobina - uscì nelle sale cinematografiche statunitensi il 30 settembre 1913. Nel dicembre 1913, venne distribuito anche nel Regno Unito.